# Последният случай на г-н Монк
„Последният случай на г-н Монк“ (на английски: Mr. Monk's Last Case: A Monk Movie) е американски филм от 2023 г. и продължение на сериала „Монк“ (2002 – 2009) с участието на Тони Шалуб в ролята на детектив Ейдриън Монк. Премиерата му е на 8 декември 2023 г. по Peacock.

## Продукция
На 14 март 2023 г. Шалуб потвърждава в подкаста „Нечувани истории: Истории, които вдъхновяват“, че снимките на 90-минутен филм, базиран на сериала, ще започнат през май 2023 г. На следващия ден от Peacock официално обявяват филма, озаглавен „Последният случай на г-н Монк“, както и завръщането на оригиналния състав – Шалуб, Тед Левин, Трейлър Хауърд, Джейсън Грей-Станфорд, Мелора Хардин и Хектор Елисондо, както и че сценарият ще бъде написан от Анди Брекман.